# Phrurotimpus
Phrurotimpus là một chi nhện trong họ Phrurolithidae.

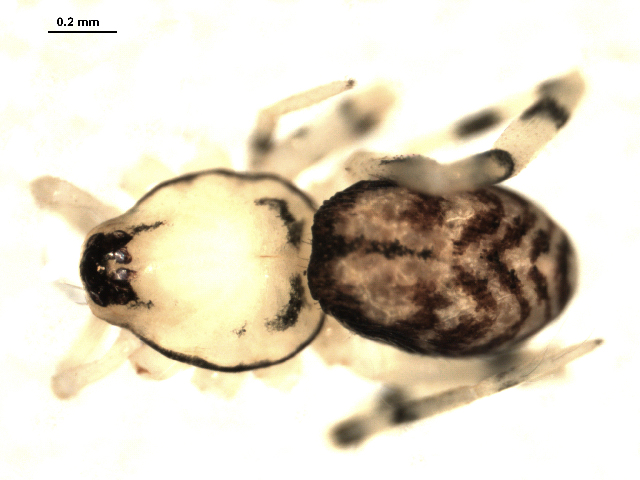
Phrurotimpus alarius

## Các loài
- Phrurotimpus abditus Gertsch, 1941 i c g
- Phrurotimpus alarius (Hentz, 1847) i c g b
- Phrurotimpus borealis (Emerton, 1911) i c g b
- Phrurotimpus certus Gertsch, 1941 i c g b
- Phrurotimpus chamberlini Schenkel, 1950 i c g
- Phrurotimpus dulcineus Gertsch, 1941 i c g
- Phrurotimpus illudens Gertsch, 1941 i c g
- Phrurotimpus mateonus (Chamberlin & Gertsch, 1930) i c g
- Phrurotimpus minutus (Banks, 1892) i c g
- Phrurotimpus mormon (Chamberlin & Gertsch, 1930) i c g
- Phrurotimpus parallelus (Chamberlin, 1921) i c g
- Phrurotimpus subtropicus Ivie & Barrows, 1935 i c g
- Phrurotimpus truncatus Chamberlin & Ivie, 1935 i c g
- Phrurotimpus woodburyi (Chamberlin & Gertsch, 1929) i c g

Data sources: i = ITIS, c = Catalogue of Life, g = GBIF, b = Bugguide.net